# Пројектна снага
Пројектна снага (енгл. Project Power) амерички је научнофантастични акциони филм из 2020. године. Режију потписују Хенри Јост и Аријел Шулман, по сценарију Матсона Томлина, док главне улоге тумаче Џејми Фокс, Џозеф Гордон Левит и Доминик Фишбек.
Дистрибутер филма је Netflix, а приказан је 14. августа 2020. године. Добио је помешане рецензије критичара, који су похвалили глумачку поставу, акционе сцене и визуелне елементе, али критиковали сценарио.

## Радња
На улицама Њу Орлеанса почиње да се шири вест о мистериозној новој таблети која омогућава супермоћи јединствене за свакога ко је узме. Док неки добију кожу отпорну на метке, невидљивост и суперснагу, други показују смртоноснију реакцију. Али када таблета повећа злочин у граду до опасног нивоа, локални полицајац удружује се са тинејџерском дилерком и бившим војником подстакнутим тајном осветом како би се борили против њеног ширења и зауставили групу одговорну за њено стварање.

## Улоге
| Глумац             | Улога |
| ------------------ | ----- |
| Џејми Фокс         | Арт   |
| Џозеф Гордон Левит | Френк |
| Доминик Фишбек     | Робин |
| Колсон Бејкер      | Њут   |
| Родриго Санторо    | Биги  |
| Кортни Б. Венс     | Крејн |